# Véneto
El Véneto (en italiano: Veneto; en véneto: Vèneto, en friulano: Venit; en ladino: Veneto) es una de las veinte regiones que conforman la República Italiana. Su capital es Venecia. Está ubicada en la Italia nororiental, limitando al noroeste con Trentino-Alto Adigio, al norte con Austria, al este y norte con Friul-Venecia Julia, al sureste con el mar Adriático, al sur con Emilia-Romaña y al oeste con Lombardía. Con 4 905 854 habs. en 2019, es la quinta región más poblada del país —por detrás de Lombardía, Lacio, Campania y Sicilia— y con 267 hab/km², la quinta más densamente poblada, por detrás de Campania, Lombardía, Lacio y Liguria.

## Geografía física
El Véneto es la octava región por tamaño de Italia, con una superficie total de 18.398,9 km². La extensión norte-sur del Véneto es de 210 km desde la frontera austríaca hasta la desembocadura del río Po y su extensión este-oeste es 195 km desde la orilla oriental del lago de Garda al oeste hasta la desembocadura del río Tagliamento al este. El punto más septentrional de la región es la Cima Vanscùro, cerca de la frontera austríaca, mientras que el punto más meridional está constituido por la punta de Bacucco, en el delta del Po.
La morfología del Véneto se caracteriza, de norte a sur, por:
- montañas (montagna): 5.359,1 km², 117 comuni clasificadas como montañosas;
- colinas (collina): 2.663,9 km², 120 comuni en las colinas;
- y llanuras (pianura): 10.375,9 km², 344 comuni situadas en su mayor parte en el Valle del Po.

Una zona que representa el 29 % de su territorio es montañoso (Alpes Cárnicos), los Dolomitas orientales y los Prealpes venecianos. El macizo mejor conocido de los Dolomitas es la Marmolada, mientras que el macizo Tofane es el más alto, con 3342 m s. n. m. Otros picos dolomitas son las Tre Cime di Lavaredo y las Pale di San Martino. Los Prealpes venecianos no son tan altos y van desde los 700 hasta los 2200 m s. n. m. Una característica distintiva de los Prealpes son las formaciones cavernosas, incluyendo simas y hoyos; la Spluga della Preta, situada en los montes Lessini (2263 m) en la provincia de Verona, tiene una profundidad explorada de 985 metros, la cueva más honda de Italia. Conviene mencionar también el altiplano de los Siete Municipios (Sette Comuni), vasta meseta que se encuentra en los Prealpes Vicentinos, en la zona al norte de la provincia de Vicenza en su límite con la provincia de Trento.
El Valle del Po abarca un 57 % del Véneto. Lo forma una llanura que se extiende desde las montañas hasta el mar Adriático, interrumpida solo por algunas colinas bajas, como los montes Béricos, las colinas Euganeas (antiguos volcanes), las colinas Asolani y Montello, que constituyen el restante 14 % del territorio. La llanura en sí está subdividida en la alta llanura (dominada por la grava y no muy fértil) y la baja llanura (rica en fuentes de agua y terreno arable). La llanura inferior es tanto un sostén de la producción agrícola como la parte más poblada de la región.

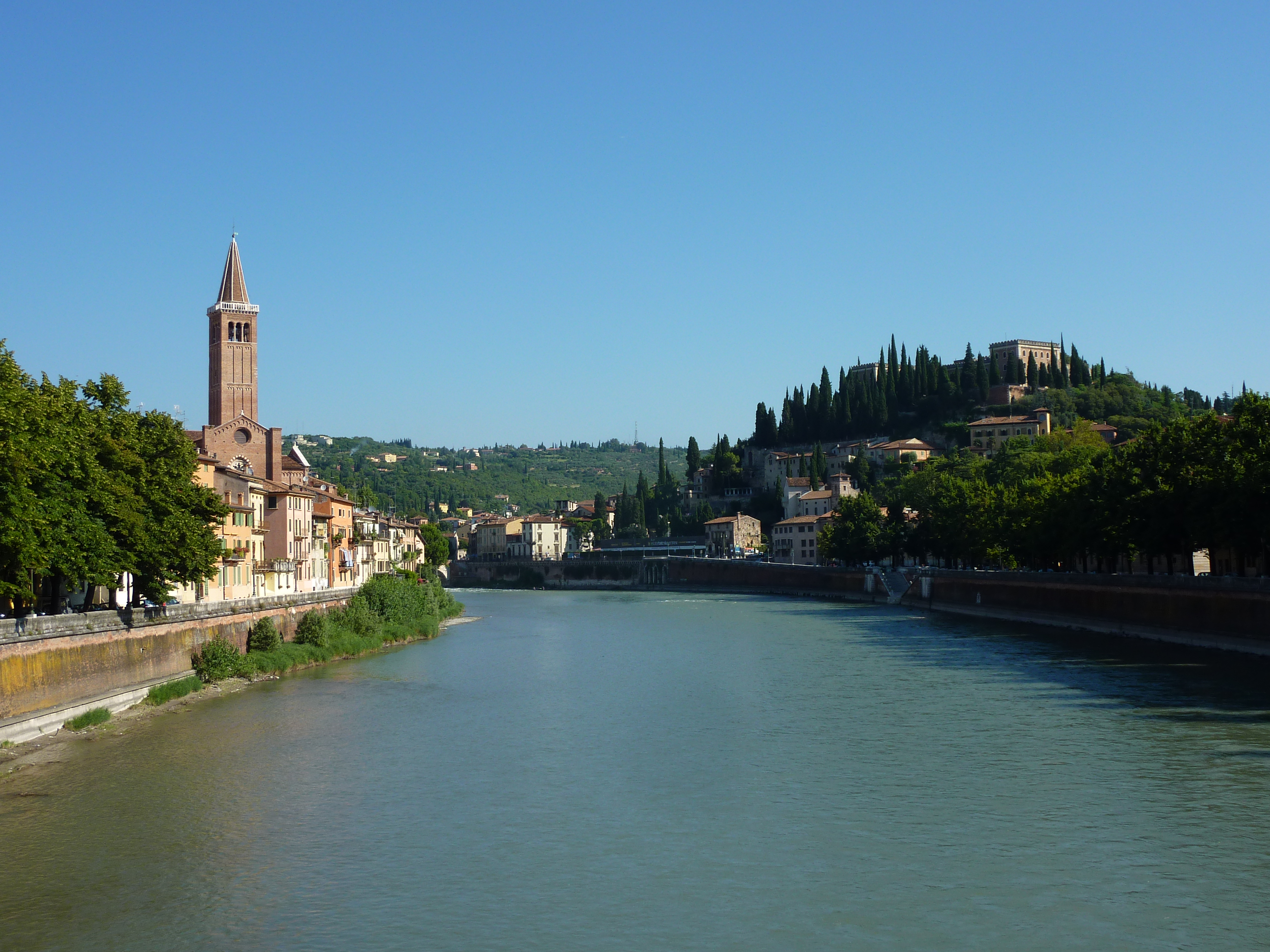
El Adigio in Verona

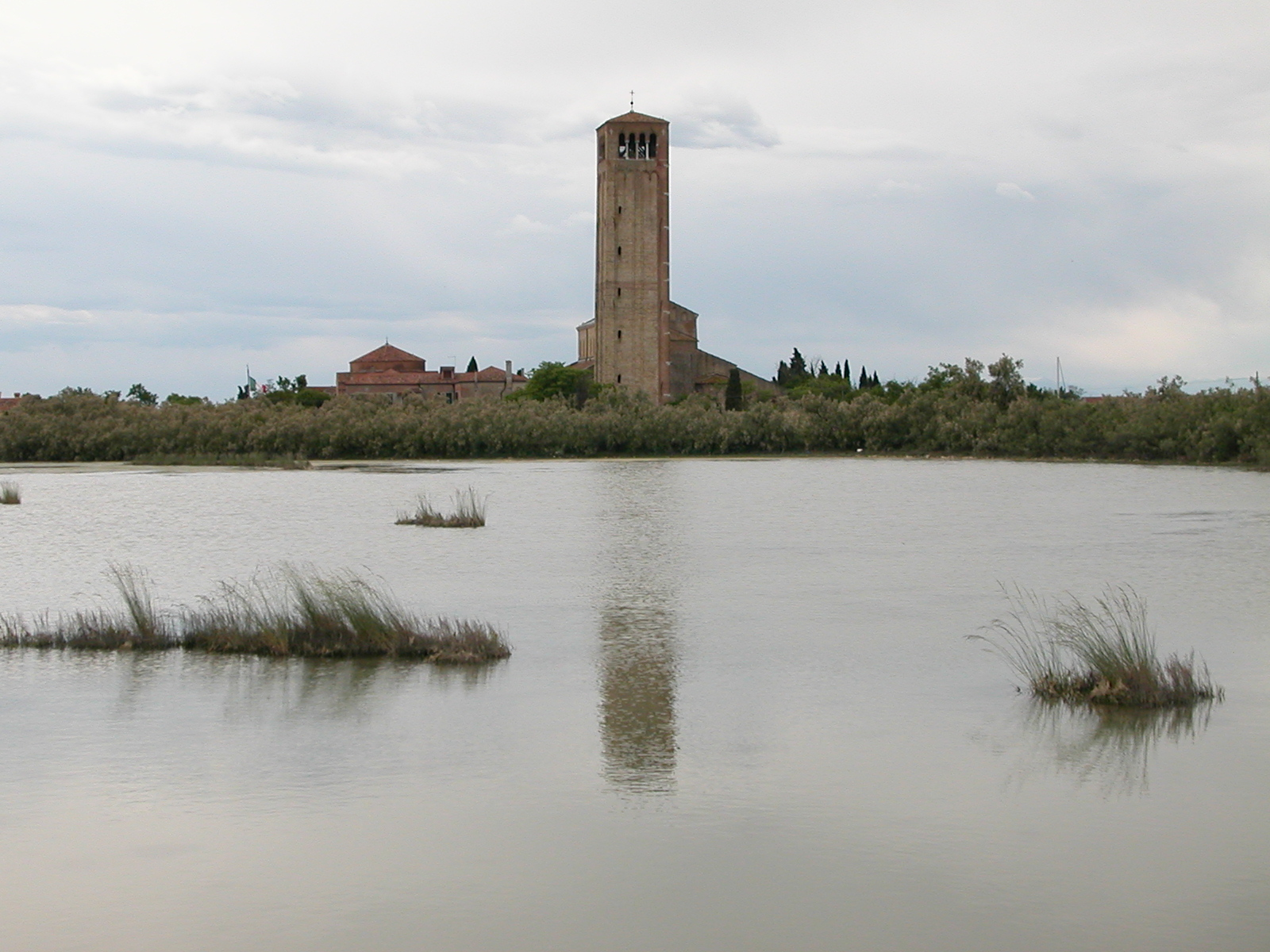
La isla de Torcello, vista desde la laguna de Venecia.

Varios ríos fluyen a través de la región, siendo los principales el Po, el Adigio y el Piave. La orilla oriental del mayor lago de Italia, el lago de Garda, pertenece al Véneto. La costa se extiende aproximadamente a lo largo de 200 km, de los que 100 km son playas. Las costas del mar Adriático se caracterizan por la laguna de Venecia, un terreno llano con lagunas, marismas e islas. El delta del Po al sur presenta barras de arena y dunas a lo largo del litoral. La porción de tierra adentro contiene tierra cultivable recientemente reclamada por un sistema de canales y diques. El delta es un punto de parada para las aves migratorias.
El clima cambia significativamente de una zona a otra. Es continental en las llanuras, con inviernos rigurosos y veranos cálidos; el clima es más suave a lo largo de la costa adriática, alrededor del lago de Garda y en las zonas de colinas. Las tierras bajas a menudo se ven cubiertas por una espesa niebla. Las precipitaciones son escasas (750 mm/año) cerca del río Po, más abundantes (750–1100 mm/año) en altitudes mayores; los valores más altos (hasta 3.200 mm/año) están registrados en los Prealpes de Belluno, cerca de Pasubio (Strada delle 52 gallerie) y la meseta de Asiago.

## Historia

### Antigüedad
Las colinas Euganeas y las llanuras del Véneto estuvieron pobladas en la Prehistoria, desde el Paleolítico. A continuación, desde Europa oriental, llegaron los vénetos; y de Europa septentrional, los retios, mientras que los etruscos presionaban por el sur. Entre el II milenio a. C. y el I milenio a. C., la región estuvo habitada por los euganeos. En los siglo VII a. C.-siglo VI a. C., las poblaciones locales del Véneto entraron en contacto con los etruscos y los griegos. La cultura véneta alcanzó un momento álgido en el siglo IV a. C. Estos antiguos vénetos hablaban venético, un idioma indoeuropeo semejante, pero diferente del latín y los otros idioma itálicos. Mientras tanto, los vénetos prosperaron debido al comercio del ámbar y eran bien conocidos por los caballos que criaban. Este, Padua, Oderzo, Adria, Vicenza, Verona y Altino se convirtieron en centros de la cultura venética. Sin embargo, a lo largo del tiempo, los vénetos comenzaron a adoptar el traje y otras costumbres de sus vecinos celtas.
Durante el siglo III a. C., los vénetos, junto con los celtas cenomanos de la frontera occidental, se pusieron del lado de los romanos, conforme Roma se expansionó y luchó contra los insubrios y los boyos (Celtas). Los vénetos predominaron en la región hasta los siglos siglo II a. C.-siglo I a. C., cuando tuvo lugar, gradualmente, la colonización romana. En el año 148 a. C. se completó la Vía Postumia que unía Aquileya con Genua. En 131 a. C., la Vía Annia unió Adria con Patavium (moderna Padua) a Altinum a Concordia a Aquileya. Gradualmente, la República Romana transformó su alianza con los vénetos en una relación de dominio. Después del año 91 a. C. la rebelión itálica, las ciudades de los vénetos, junto con el resto de Transpadania, recibieron derechos parciales de ciudadanía romana según la Lex Pompeia Transpadanis. Más tarde, en el año 49 a. C., gracias a la Lex Rubria de Gallia Roma otorgó plena ciudadanía a los vénetos. La Vía Claudia se terminó en el año 46 a. C. y conectaba Altinum, Tarvisium (moderna Treviso), Feltria (moderna Feltre), y Tridentum (moderna Trento). Desde Tridentum continuaba hacia el norte hasta Pons Drusus y hacia el sur a Verona y Mutina (moderna Módena). Después de la batalla de Filipos (42 a. C.), que terminaron con la guerra civil romana, las tierras de los vénetos, junto con el resto de la Galia Cisalpina, dejaron de ser una provincia y el territorio de los vénetos, que incluyeron Istria, moderno Friul y Trentino-Alto Adigio se convirtió en la región X (Regio X Venetia et Histria) de la Italia romana; Aquileia se convirtió en su capital. El período que siguió fue muy favorable para las ciudades vénetas que se enriquecieron enormemente con el comercio, gracias a la eficiente red de caminos, a los saneamientos, a los puertos y a otras obras públicas realizadas por los romanos. En el año 166 d. C. los cuados y los marcomanos invadieron Venecia.

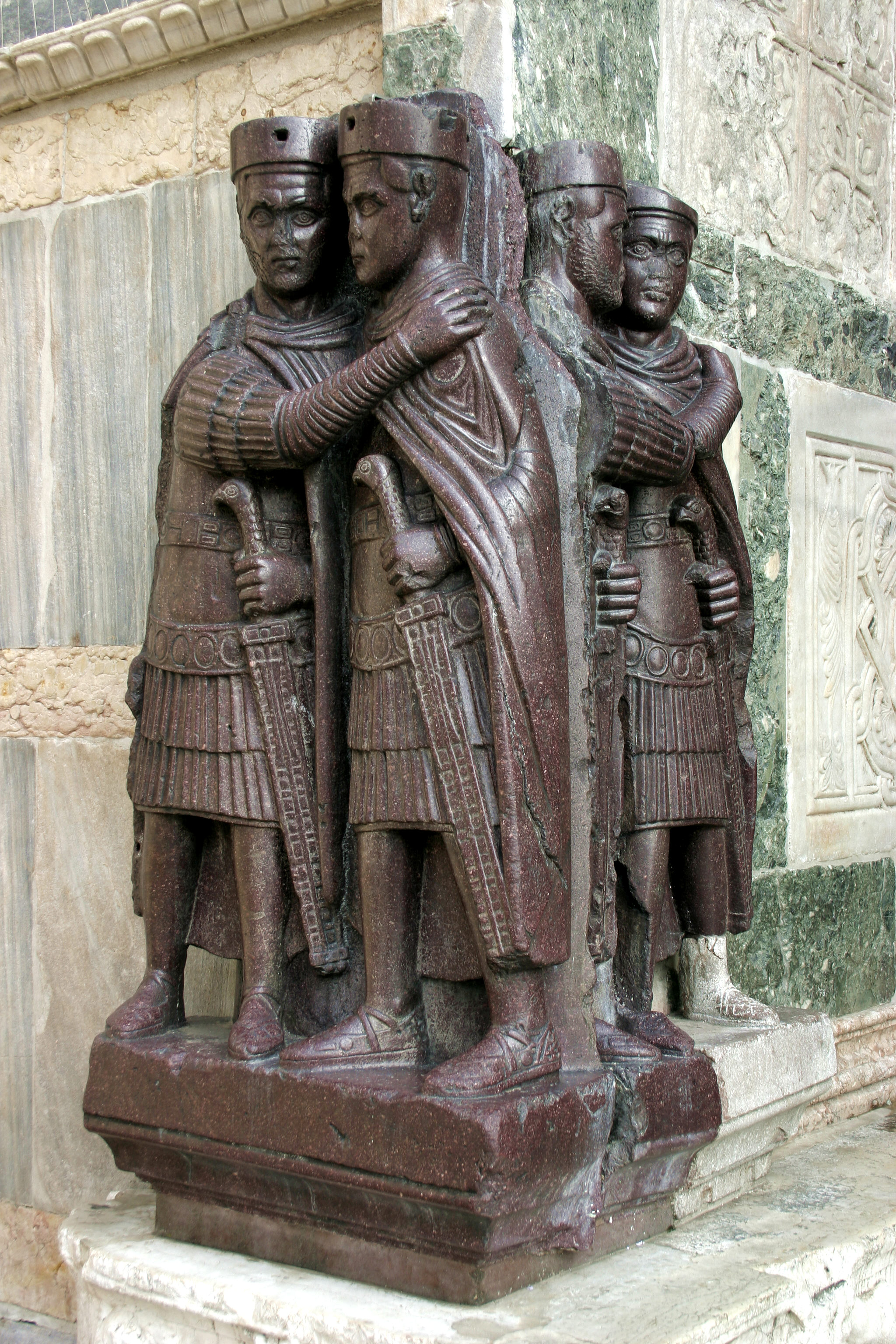
Los tetrarcas fueron cuatro gobernantres conjuntos que gobernaron el Imperio Romano durante el tiempo que duró la reforma de Diocleciano. Aquí están representados abrazándose, en una postura de armonía, en una escultura de pórfido que data del, producida en Anatolia, y que actualmente se encuentra en una esquina de la Basílica de San Marcos de Venecia.

En el siglo V, tanto Alarico el Godo como luego Atila y los hunos devastaron la región. Atila asedió Aquileya y la arruinó en el año 452 d. C. Gran parte de los habitantes de la tierra continental buscaron la protección de las cercanas lagunas, que se convertirían en Grado en el este y Venecia más al oeste. Tras los hunos llegaron los ostrogodos, que no solo invadieron la región, sino que también se asentaron en ella.

### Edad Media
En los siglos IV y V tuvieron lugar por un lado, la afirmación de la organización eclesiástica (cuyo centro principal fue Aquileia) y por otro, las devastadoras invasiones de los bárbaros. En el siglo VI siguió la reconquista bizantina, cuando Justiniano reconquistó Venecia. Se estableció un exarcado en Rávena mientras que un tribuno militar se estableció en Oderzo. El gobierno bizantino no duró mucho. A partir del año 568, los lombardos cruzaron los Alpes Julianos. Estos invasores subdividieron el territorio de Venecia en numerosos feudos gobernados por duques y condes germánicos (creando esencialmente la separación del Véneto y del Friul). La invasión provocó otra ola de migración desde el continente hasta la costa y las islas dominadas por los bizantinos. En 643, los lombardos conquistaron la base bizantina en Oderzo y se apoderaron de prácticamente todo el Véneto y el Friul, excepto Venecia y Grado. Los treinta y seis ducados lombardos incluyeron las ciudades vénetas de Ceneda, Treviso, Verona y Vicenza. Un recuerdo del gobierno lombardo puede verse en topónimos que empiezan con la palabra Farra.

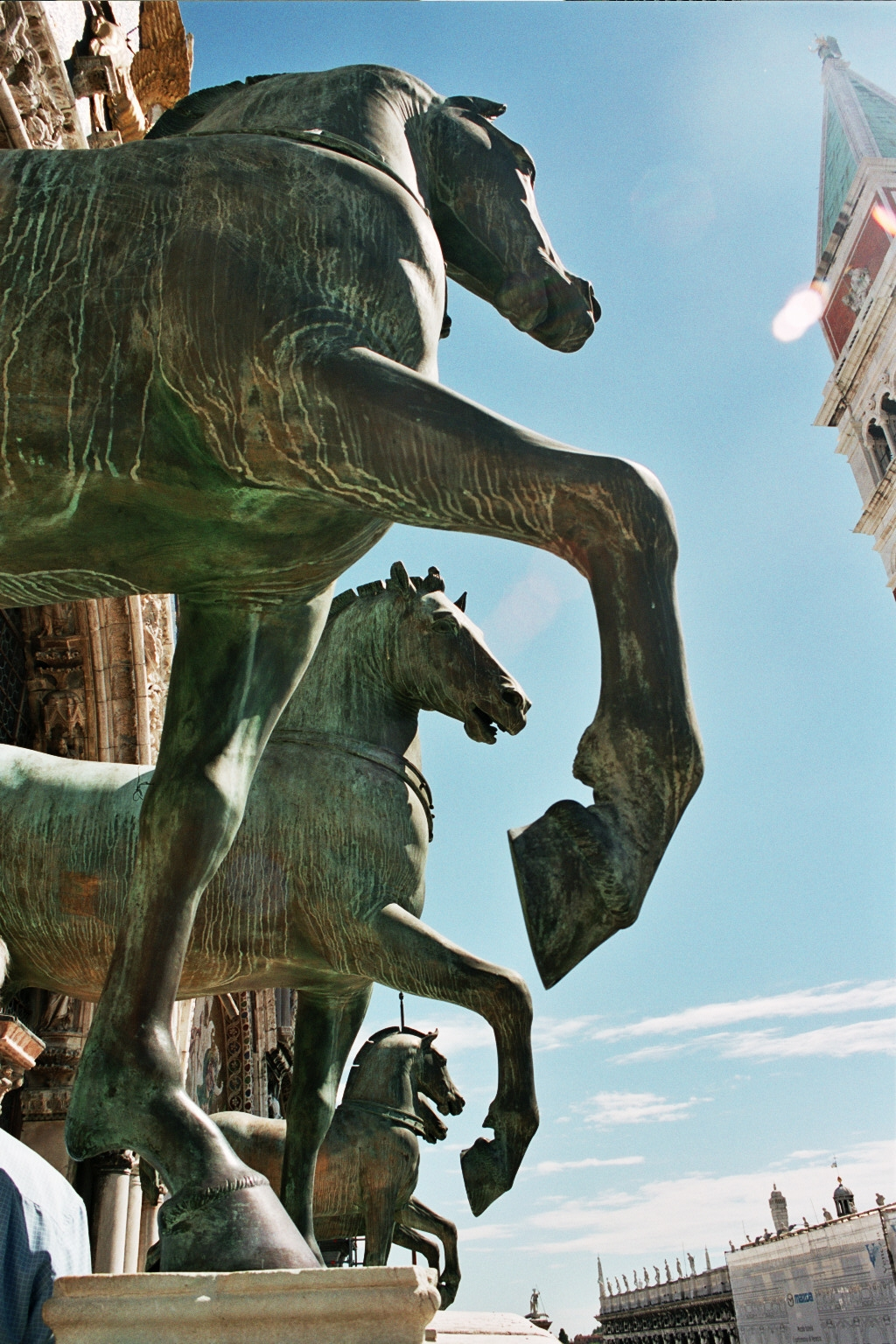
Los caballos de San Marcos, tomados como botín en Constantinopla en 1204.

A mediados del siglo VIII, los francos habían asumido el control político de la región y la parte continental del Véneto se convirtió en parte del Imperio carolingio. A finales del siglo IX, Berengario, Margrave de la marca del Friul fue elegido rey de Italia. Bajo su tumultuoso reinado, la marca del Friul fue absorbida por la marca de Verona de manera que el territorio de Verona contenía una gran porción de la Venecia romana.
En el siglo X, la tierra continental del Véneto, después de sufrir invasiones de los magiares y los eslavos, fue incorporado al Sacro Imperio Romano Germánico. El interior se fraccionó en numerosos feudos, sobre todo en las zonas rurales, mientras que en las ciudades, después de un periodo en el que prevaleció el poder episcopal, se empezaban a constituir las primeras organizaciones municipales. En 1167 una alianza (llamada la Liga lombarda) se formó entre las ciudades venecianas como Venecia, Padua, Treviso, Vicenza y Verona con otras ciudades de la Italia septentrional para reafirmar sus derechos frente al emperador. El Segundo Tratado de Constanza en 1183 confirmó la Paz de Venecia de 1177 en el que las ciudades estuvieron conformes en seguir siendo parte del Imperio siempre que su jurisdicción sobre sus propios territorios no se infringiera. Las comunas alcanzaron su máximo esplendor en el siglo XII. La liga se disolvió a la muerte de Federico II Hohenstaufen en 1250. En aquel periodo se comenzó a desarrollar la potencia veneciana: primero sometida al emperador de Oriente y luego; cada vez más independiente, bajo el mando de un dogo, se convirtió en República, cuyos intereses se dirigían más hacia el mar y el Oriente que hacia el Occidente y tierra firme, afirmándose política y económicamente.
Después de un período de dominio bizantino en el siglo VIII, Venecia se convirtió en una República marítima independiente gobernado por su dogo elegido. Bajo las insignias de la República de Venecia, este territorio fue independiente a lo largo de varios siglos.
En el siglo XIV, los ayuntamientos del interior pasaron a las Señorías: los Carraresi en Padua, los Scaligeri en Verona y los Caminesi en Treviso, asumieron el poder y comenzaron a extender sus propias posesiones con una serie de guerras y de tentativas hegemónicas, que provocaron la intervención de Venecia, hasta entonces ajena a las cuestiones de tierra firme, pero que se sentía ahora amenazada por la eventual afirmación de un nuevo estado en sus fronteras. Los venecianos conquistaron en poco tiempo el Véneto y el Friul (1420) en donde mantuvieron el control hasta finales del siglo XVIII.

### Edad Moderna

Mapa que muestra el imperio de Venecia en su momento cumbre, en los siglos -.

Para el siglo XVI, la República de Venecia dominaba el Véneto, el Friul, partes de Lombardía y la Romaña, Istria, Dalmacia, las islas Jónicas de Corfú, Cefalonia, Ítaca y Zante. Desde los siglos XII a XVII, conservó la isla de Creta; y desde mediados del siglo XV hasta mediados del siglo XVI, la isla de Chipre. Sin embargo, conforme el Imperio otomano se fue haciendo más poderoso y agresivo, Venecia quedó a menudo a la defensiva. El control otomano del oriente del Mediterráneo y los descubrimientos de rutas marinas a Asia alrededor de África y América tuvieron un efecto debilitante en la economía veneciana.
En este largo periodo, Venecia continuó con sus tráficos comerciales, combatió contra los turcos, tentó nuevas anexiones en perjuicio de los estados fronterizos, defendió sus posesiones de tierra firme de las amenazas exteriores, pero comenzó también a declinar como potencia comercial.

### Edad Contemporánea

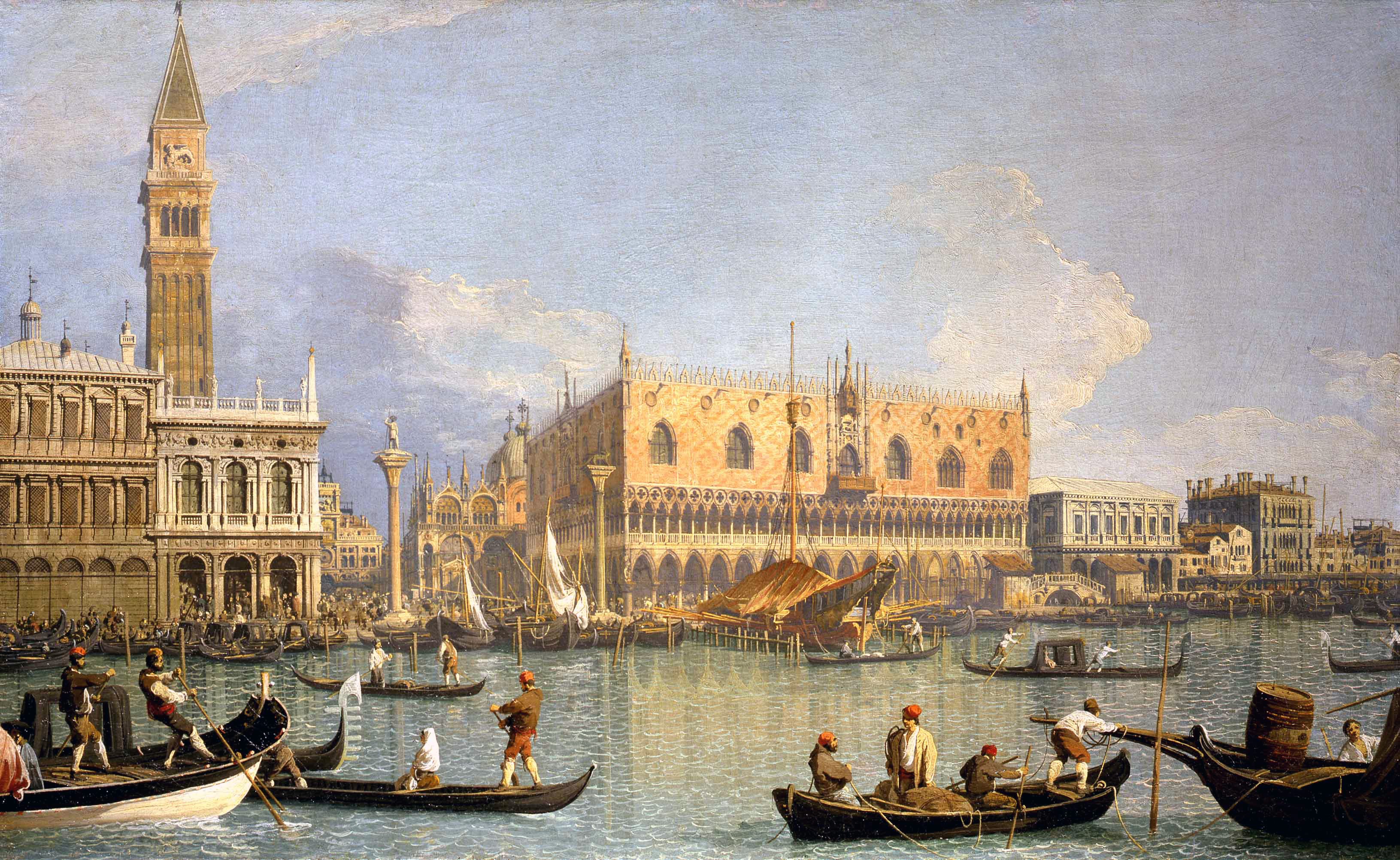
Una vista del de Venecia por Canaletto.

Durante un breve paréntesis fue austriaca. En 1797, Napoleón invadió el territorio de la República de Venecia. Por el tratado de Campo Formio, firmado el 17 de octubre de 1797, parte del continente veneciano fue entregado a Francisco II del Sacro Imperio romano y una parte occidental fue anexionado a la República Cisalpina, apoyada por Francia. Después de la derrota austríaca en Austerlitz, el Véneto fue incorporado al reino de Italia de Napoleón, que se autoproclamó rey y nombró virrey a Eugenio de Beauharnais, su hijastro. En 1814, después de la definitiva derrota del emperador francés, el Congreso de Viena entregó el Véneto al Imperio austríaco, el estado sucesor del Sacro Imperio Romano aún gobernado por Francisco. Fue nominalmente autónoma durante algunas décadas como Reino Lombardo-Véneto bajo Austria. Así, el Véneto permanecería bajo el gobierno austríaco, excepto por algunas ciudades que declararon su independencia en 1848, hasta que fue anexionado por el Reino de Italia en 1866. Gracias a la victoria de sus aliados prusianos en la Guerra Austro-prusiana, el recién nacido reino de Italia extendió su soberanía sobre el territorio que había sido de la República de Venecia.
Debido a un desarrollo económico desigual que redujo a muchos a la pobreza, el siglo XIX y la primera mitad del XX fueron un período de emigración. Millones de vénetos dejaron sus hogares en su tierra natal para buscar oportunidades en otras partes del mundo. Los que se quedaron en el Véneto experimentaron dos guerras mundiales. En 1915, Italia entró en la Primera Guerra Mundial del lado de Francia y el Reino Unido. Véneto fue también un escenario crucial en la Primera Guerra Mundial. Después de que los italianos sufrieran una enorme derrota en Caporetto en noviembre de 1917, las fuerzas combinadas alemanas y austro-húngaras avanzaron hasta el río Piave. La batalla del río Piave impidió que sus tropas avanzaran más allá. Entre el 24 de octubre y el 3 de noviembre de 1918, los italianos lanzaron la decisiva batalla de Vittorio Veneto, que significó la derrota del Imperio austrohúngaro y la victoria italiana. El armisticio fue firmado en Villa Giusti, en los alrededores de Padua.
Entre 1943 y 1945 el Véneto perteneció a la República Social Italiana, mientras que la provincia de Belluno formó parte de la Zona de Operaciones Prealpina. Muchas ciudades en la región fueron bombardeadas por los aliados, afectando sobre todo a Treviso y Vicenza, así como la zona industrial alrededor de Marghera.

## Geografía humana

### Demografía
Durante largo tiempo, el Véneto fue tierra de pobreza y emigración. Hasta principios de los años setenta, era una de las regiones más pobres de Italia. Entre 1870 y 1970 más de 3 millones de venecianos dejaron sus pueblos para encontrar mejores condiciones de vida, sobre todo en América Latina, especialmente en Argentina y Brasil; y después de 1945 también en los países más desarrollados de Europa. Además, emigraron a otras partes de Italia, donde la situación económica estaba mejor que en Véneto: Milán, Turín y Génova.
Gracias a la industrialización, el Véneto ha podido transformarse en una tierra de inmigración, desde Italia del sur y a partir de los años noventa también del extranjero. A finales de 2006, más de 350 000 extranjeros tenían su residencia en la región, representando el 7,3 % de la población regional. Es por ello una de las regiones más ricas de Italia.

La región tiene una población de 4 905 854 habitantes (2019), lo que la convierte en la quinta más poblada de Italia. La densidad de población es una de las mayores entre las regiones italianas (267 hab./km²). La zona más poblada es el área metropolitana de PaTreVe, formada por los núcleos de Padua, Treviso y Venecia, con más de 2,7 millones de habitantes. Además, gracias a su patrimonio paisajístico, histórico, artístico y arquitectónico es, con más de 60 millones de visitantes al año, la región más visitada de Italia.

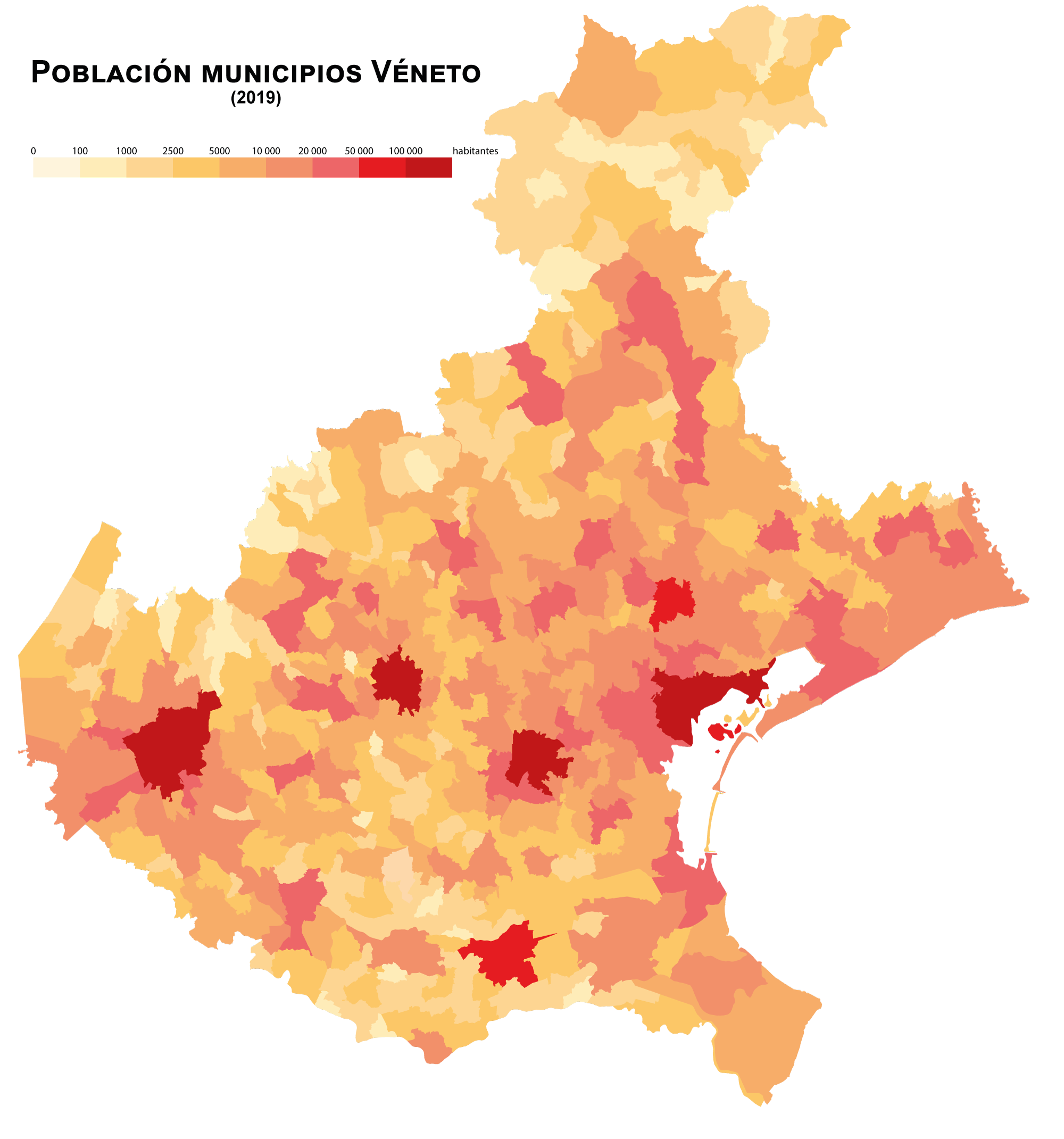
Población por municipio (2019)
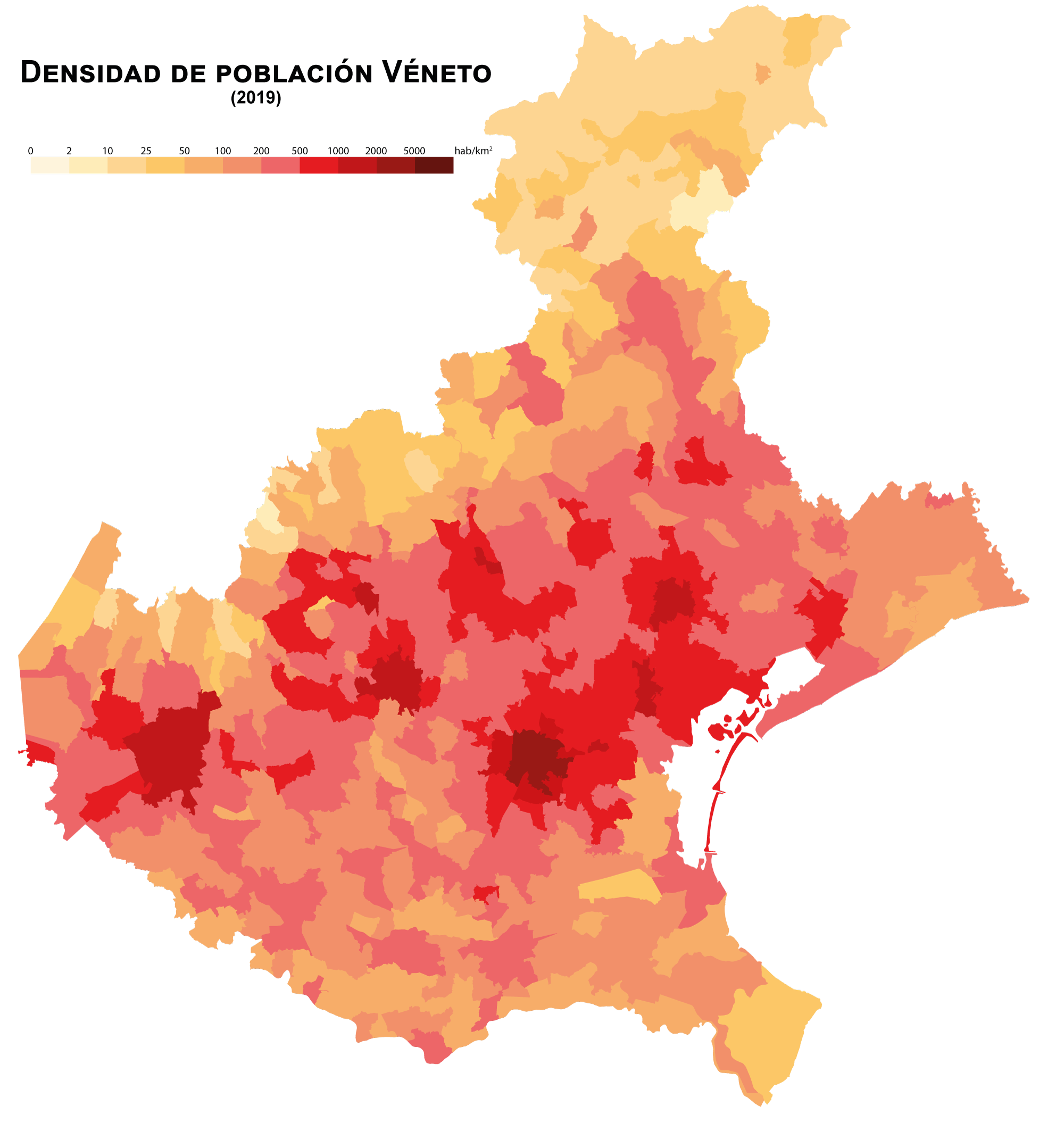
Densidad de población (2019)
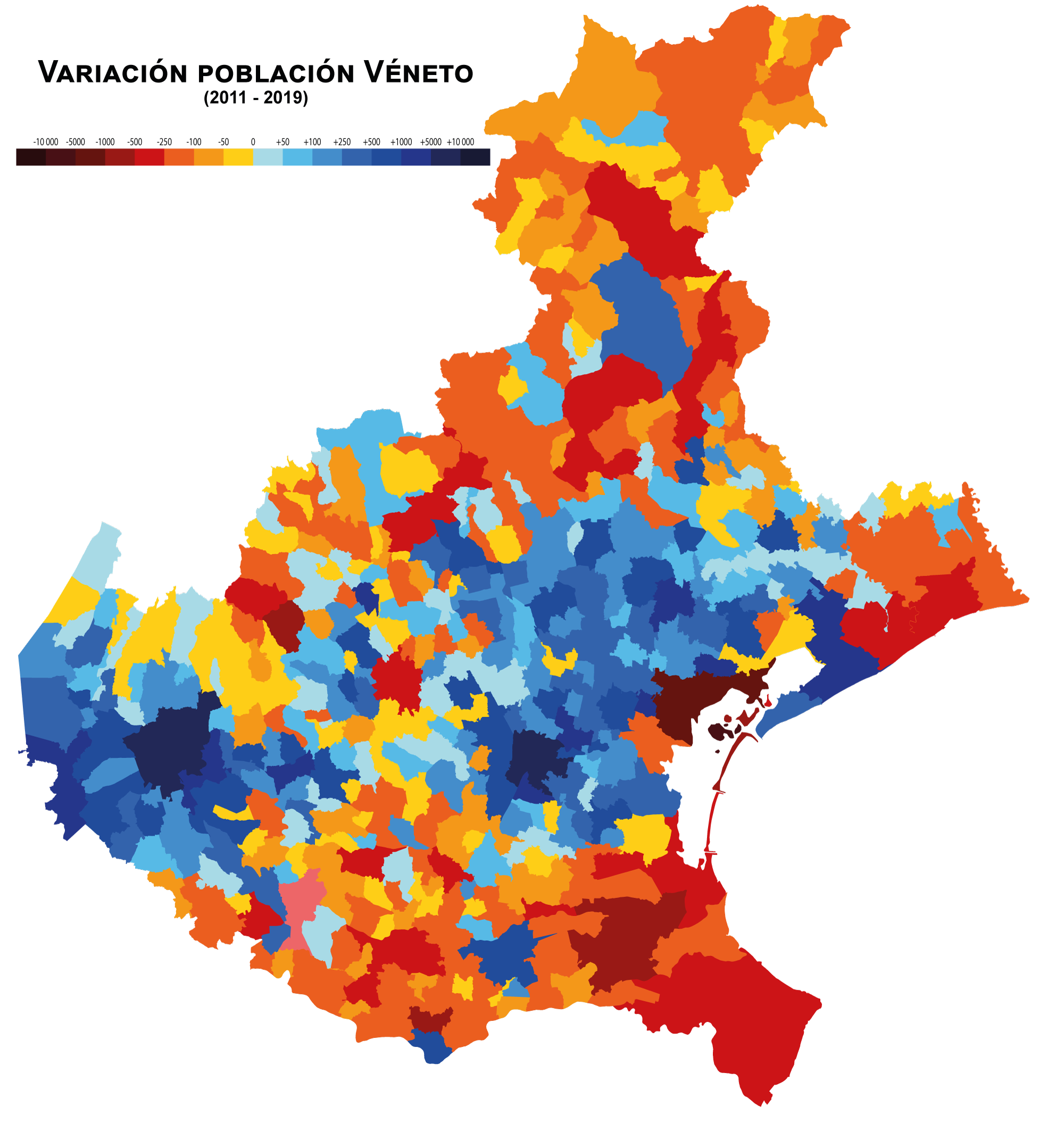
Crecimiento de la población entre 2011 y 2019

### Divisiones administrativas
Véneto está subdividido en una ciudad metropolitana y seis provincias: la provincia de Belluno es la más extensa y la de Padua la más habitada.
| Provincia                       | Superficie (km²) | Habitantes (2019) | Densidad (hab./km²) |
| ------------------------------- | ---------------- | ----------------- | ------------------- |
| Ciudad metropolitana de Venecia | 2463             | 853 338           | 345                 |
| Provincia de Belluno            | 3678             | 202 950           | 56                  |
| Provincia de Padua              | 2141             | 937 908           | 437                 |
| Provincia de Rovigo             | 1789             | 234 937           | 129                 |
| Provincia de Treviso            | 2477             | 887 806           | 358                 |
| Provincia de Verona             | 3121             | 926 497           | 299                 |
| Provincia de Vicenza            | 2722             | 862 418           | 317                 |

Los municipios más grandes en 2019
| Pos. | Municipio          | Habitantes (hab.) | Área (km²) | Densidad (hab./km²) | Altitud (m) | Provincia |
| ---- | ------------------ | ----------------- | ---------- | ------------------- | ----------- | --------- |
| 1.°  | Venecia            | 260 520           | 412,54     | 626                 | 1           | VE        |
| 2.°  | Verona             | 257 993           | 206,63     | 1297                | 59          | VR        |
| 3.°  | Padua              | 210 912           | 92,85      | 2267                | 12          | PD        |
| 4.°  | Vicenza            | 110 790           | 80,54      | 1375                | 39          | VI        |
| 5.°  | Treviso            | 84 999            | 55,50      | 1529                | 15          | TV        |
| 6.°  | Rovigo             | 51 104            | 108,55     | 470                 | 6           | RO        |
| 7.°  | Chioggia           | 49 259            | 185,20     | 262                 | 2           | VE        |
| 8.°  | Bassano del Grappa | 43 412            | 46,79      | 922                 | 129         | VI        |
| 9.°  | San Donà di Piave  | 41 843            | 78,73      | 530                 | 3           | VE        |
| 10.° | Schio              | 39 162            | 67,04      | 592                 | 200         | VI        |

### Política

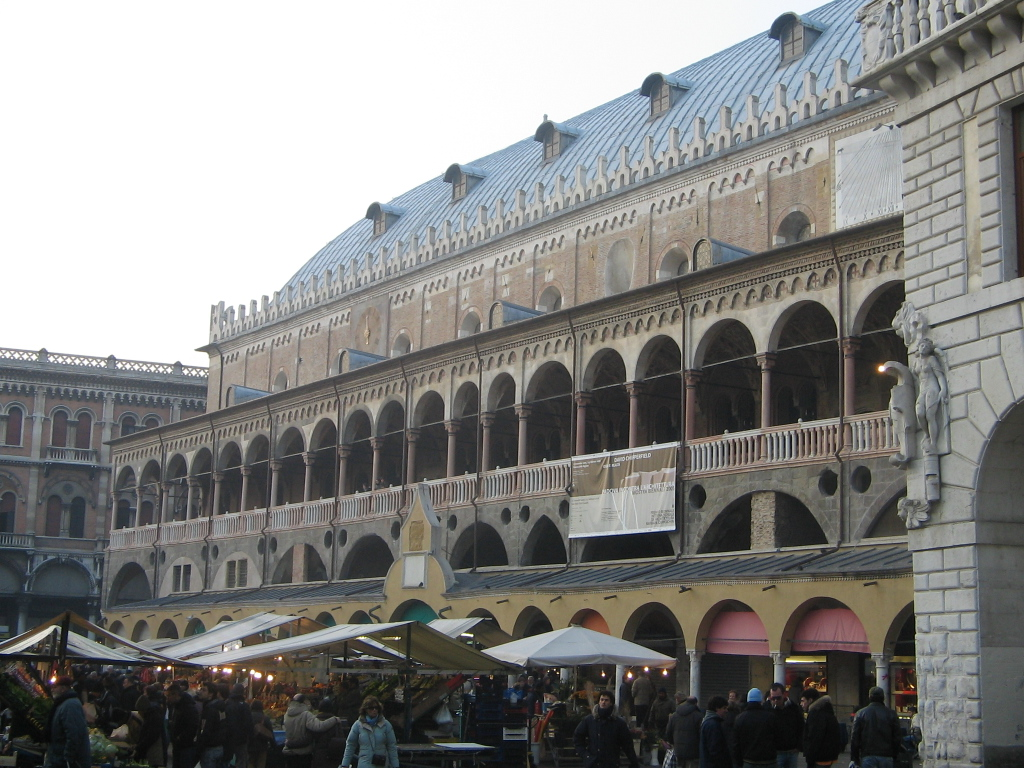
Plaza Erbe de Padua, con el mercado y el palacio de la Ragione, con logia del.

Tradicionalmente una región muy católica, Véneto fue durante cuatro décadas un baluarte de los democristianos. Después de la desaparición de la Democracia Cristiana, el gobierno de la región pasó a coaliciones de centro-derecha. Actualmente es una fortaleza de la coalición de centro-derecha, que ha gobernado la región desde 1995, bajo el presidente Giancarlo Galan (Forza Italia/El Pueblo de la Libertad) y, desde 2010, Luca Zaia (Liga Véneta).
El 28 de noviembre de 2012, el Consejo Regional del Véneto, en una sesión extraordinaria convocada para discutir la Resolución 44, presentada por el movimiento 'Indipendenza Veneta', trata de los caminos del Véneto a la libre autodeterminación y su independencia. El Consejo pide a los presidentes Luca Zaia (junta) y Clodovaldo Ruffato (consejo) urgentemente, con la ayuda de todas las instituciones de la Unión Europea y de las Naciones Unidas, garantizar un referéndum que establecía la voluntad de la gente del Véneto, en términos de su propia autodeterminación, mediante el dictamen consultivo de un 'comisión especial de juristas, sin cargo alguno para la región.

## Economía
Después de haber sido una región muy pobre, Véneto se ha transformado en una de las regiones más ricas del país.
La agricultura sigue teniendo un papel importante. Véneto es por ejemplo uno de los mayores productores vitivinícolas de Italia: Valpolicella y Prosecco son típicos vinos de la región.
Más sobre todo el desarrollo industrial ha hecho posible la transformación de la región. En las costas están refinerías y astilleros. Noale, en la Ciudad metropolitana de Venecia, es la sede del productor de motocicletas Aprilia. En Porto Tolle, en provincia de Rovigo, existe la central termoeléctrica más grande de Italia. La industria de la moda es muy fuerte: Benetton, Geox y Diesel son marcas del Véneto. Luxottica es el mayor productor mundial de gafas.
Véneto es también la primera región turística de Italia, con 60 millones de llegadas en 2007. Venecia y las capitales de las provincias así como las localidades más pequeñas como Cortina d’Ampezzo en las Dolomitas, Peschiera y Malcesine en el litoral del lago de Garda, Castelfranco Véneto (Cuna de Giorgione y de Agostino Steffani), el centro termal Abano Terme, las localidades balnearias Jesolo e Caorle, las villas palladianas atraen un gran número de turistas.
El Véneto tiene una renta per cápita de 28 643 €. En cuanto al PIB regional, con 135 mil millones de euros, es la tercera región italiana, después de Lombardía y Lacio. La tasa de paro alcanza un 7,2 %.

## Cultura

### Idioma
La mayor parte de la gente del Véneto habla italiano estándar. Sin embargo, hay uso del idioma véneto. Los dialectos vénetos están clasificados como un idioma romance italo-occidental. Los eruditos distinguen entre distintos grupos de dialectos: oriental o costero (Venecia), central (Padua, Vicenza, Polesine), occidental (Verona), nor-central (Treviso) y septentrional (Belluno, Feltre, Agordo, Cadore, Zoldo Alto). Todos los dialectos son mutuamente inteligibles hasta cierto punto. Se habla ladino en partes de la provincia de Belluno, especialmente en los municipios de Cortina d'Ampezzo, Livinallongo del Col di Lana y Colle Santa Lucia. Además, en la zona alrededor de Portogruaro la gente habla friulano.
Puesto que la región no goza de un estatus de autonomía especial, las lenguas minoritarias no tienen ninguna forma de reconocimiento. De cualquier manera, el Parlamento regional ha aprobado un movimiento para reconocer el veneciano como un idioma regional oficial.

### Educación
El Véneto alberga una de las más antiguas universidades del mundo: la Universidad de Padua, fundada en 1222. Otras universidades son la de Ca' Foscari, en Venecia, y la Universidad de Verona. Investigaciones de la OCDE muestra que los logros de la educación escolar en el noreste de Italia (cuya población procede principalmente del Véneto) son los más altos de Italia. Para el año 2003 la universidad tenía aproximadamente 65 000 estudiantes.

### Arte
En la región del Véneto existen varios lugares declarados Patrimonio de la Humanidad por la Unesco: el Jardín Botánico de Padua, inscrito en 1997, que es el jardín botánico académico más antiguo del mundo que se encuentra aún en su ubicación original; Verona fue inscrita en el año 2000; Vicenza y las Villas palladianas que están dispersas por el Véneto fueron inscritas en 1994; Venecia y su Laguna se inscribieron en el año 1987; finalmente, los Dolomitas fueron inscritos en el año 2009.
Con ello se pone en evidencia el importante patrimonio, sobre todo artístico y cultural, de esta región, que atrae a grandes cantidades de turistas. Restos romanos pueden verse sobre todo en Verona, con su teatro romano del siglo I a. C.. De la época románica quedan testimonios sobre todo en Padua, Verona y Vicenza, como por ejemplo San Zenón de Verona. En Renacimiento tiene ejemplos en la actividad de Mantegna en Padua y con la llegada al Véneto de artistas como Paolo Uccello, Donatello, Filippo Lippi, Andrea del Castagno (de Toscana) y Antonello da Messina. En arquitectura sobresalió Palladio con villas, iglesias y palacios esparcidos por todo el Véneto.
Por lo que se refiere a Venecia, hay en la misma monumentos de clara influencia bizantina, como la propia Basílica de San Marcos, además de numerosos testimonios de la escuela veneciana de pintura.

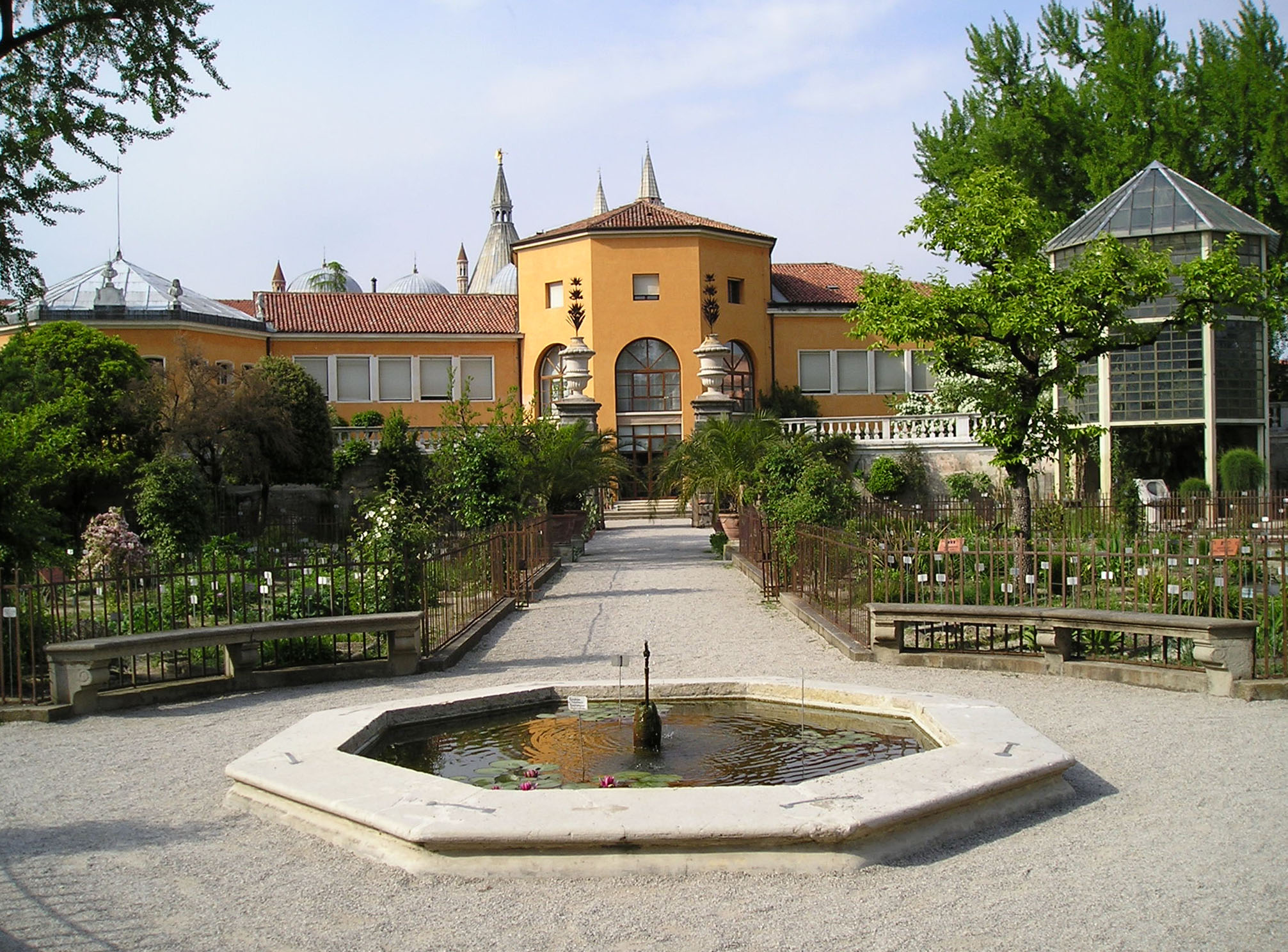
Jardín Botánico de Padua.
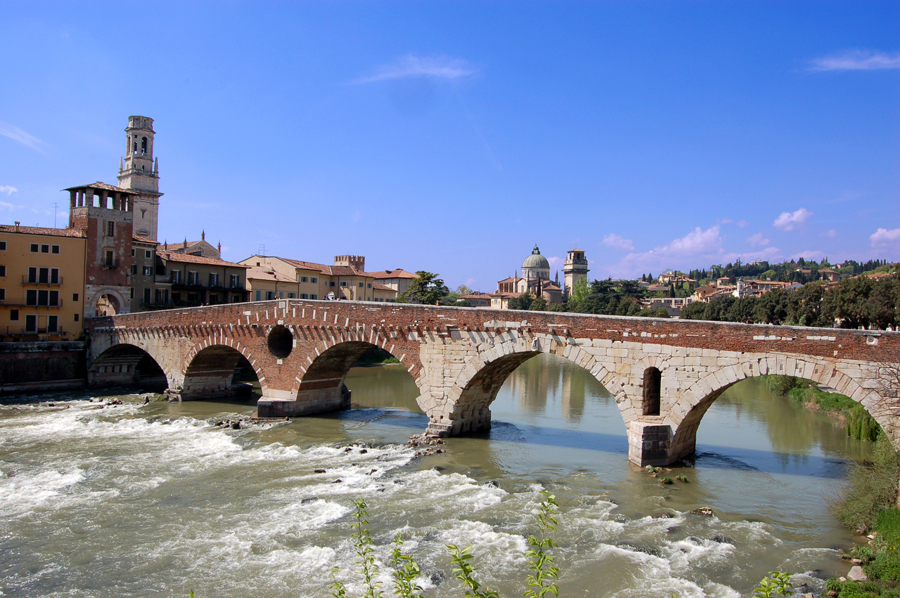
Verona.
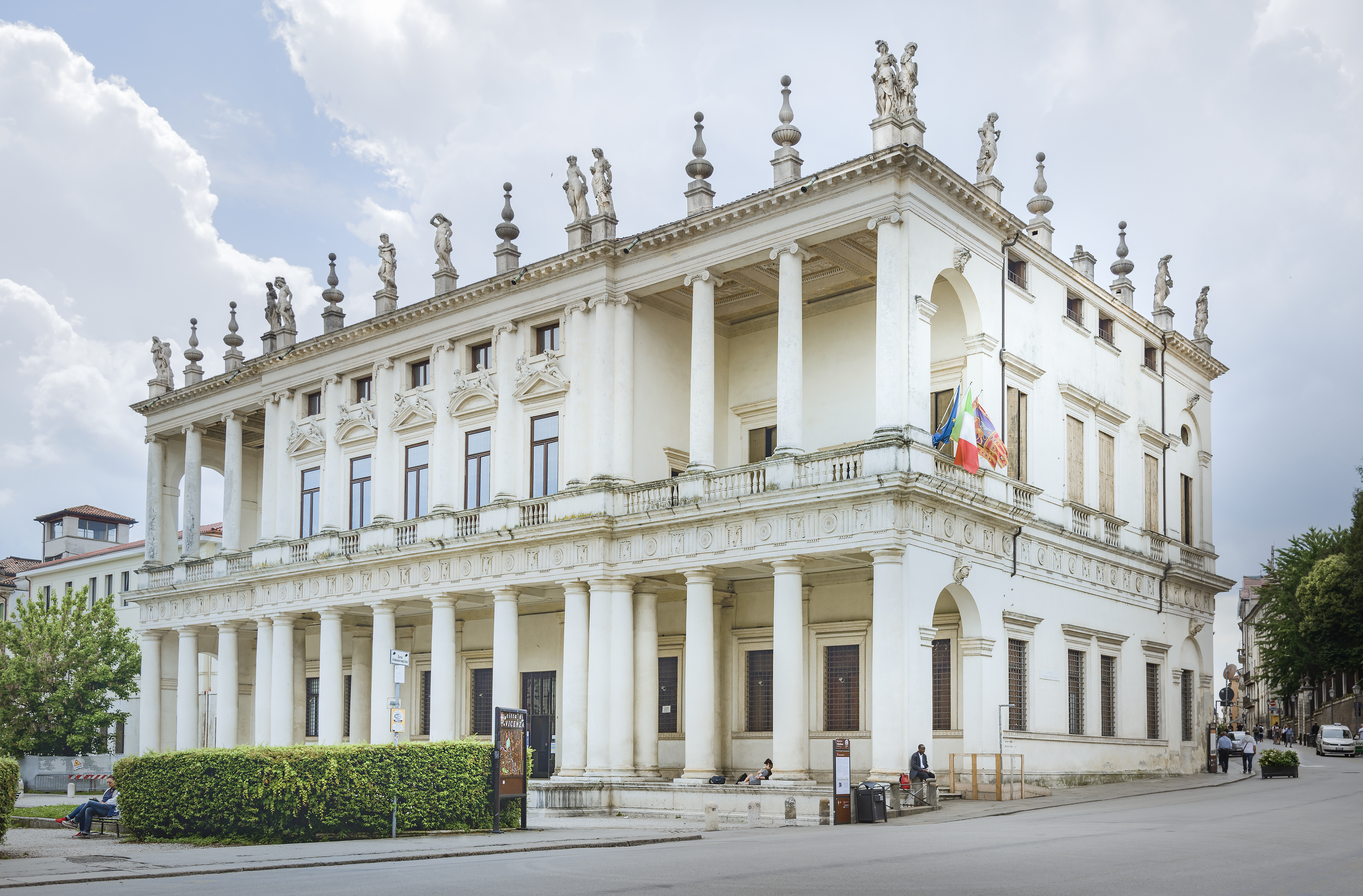
El Palazzo Chiericati en Vicenza.
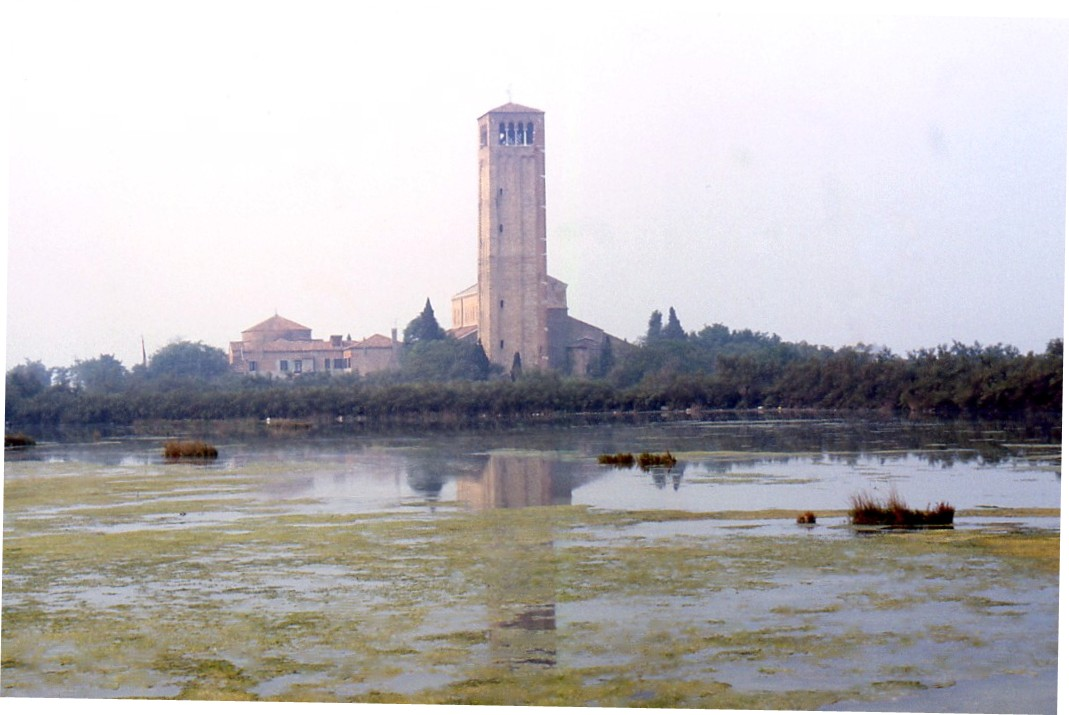
Isla de Torcello en la Laguna de Venecia.
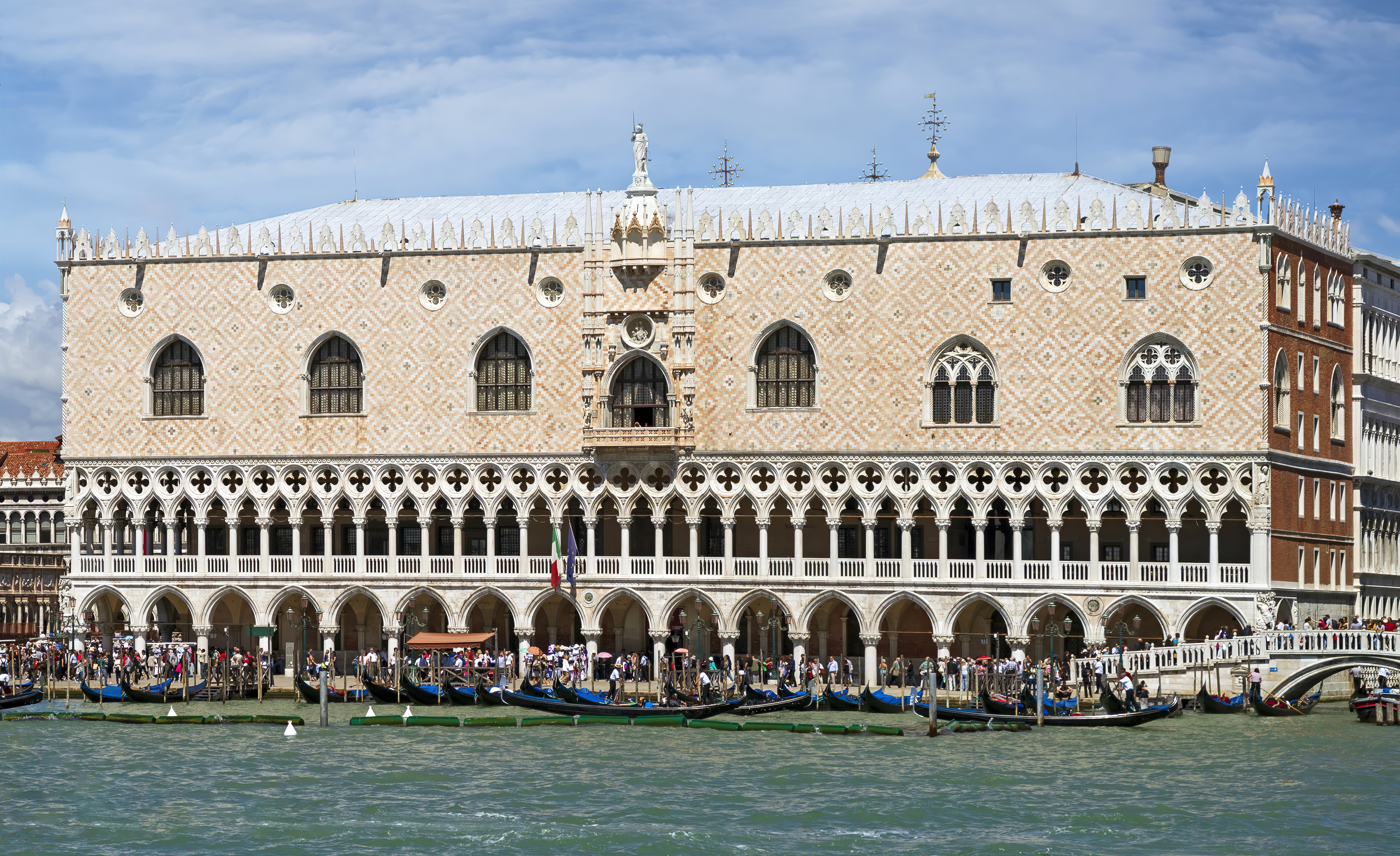
Palacio Ducal de Venecia.
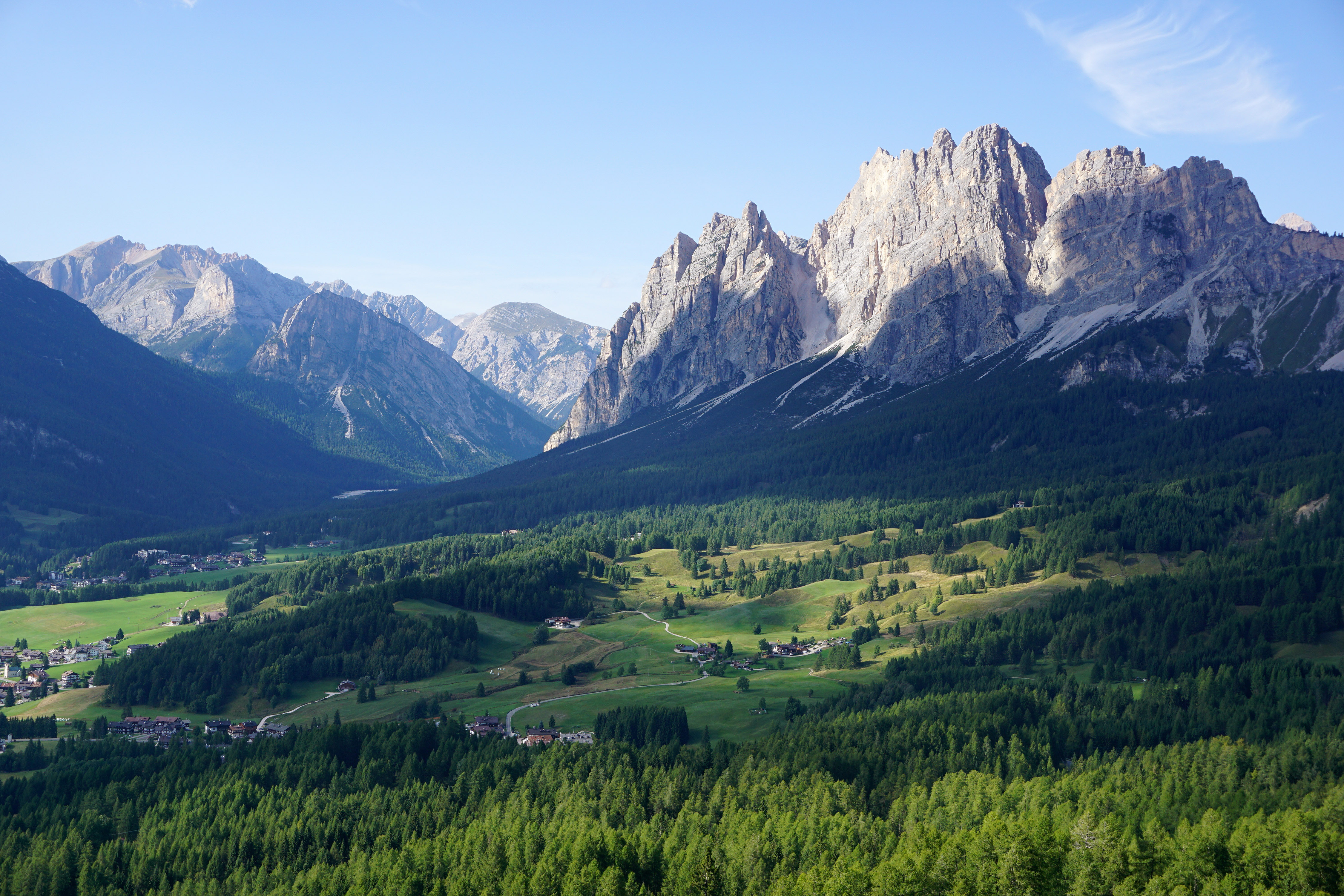
Il Pomagagnonen los Dolomitas.
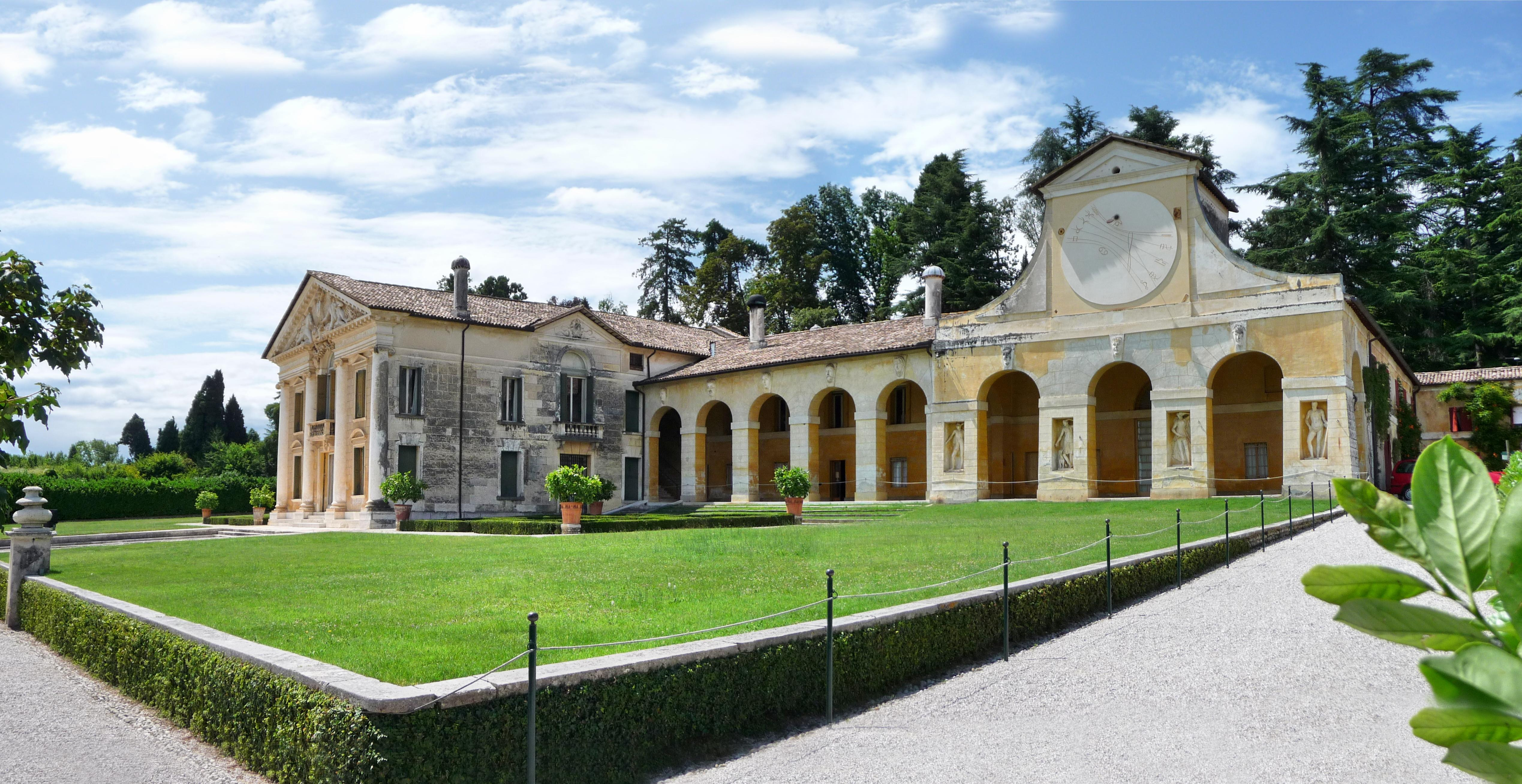
La Villa Barbaro.
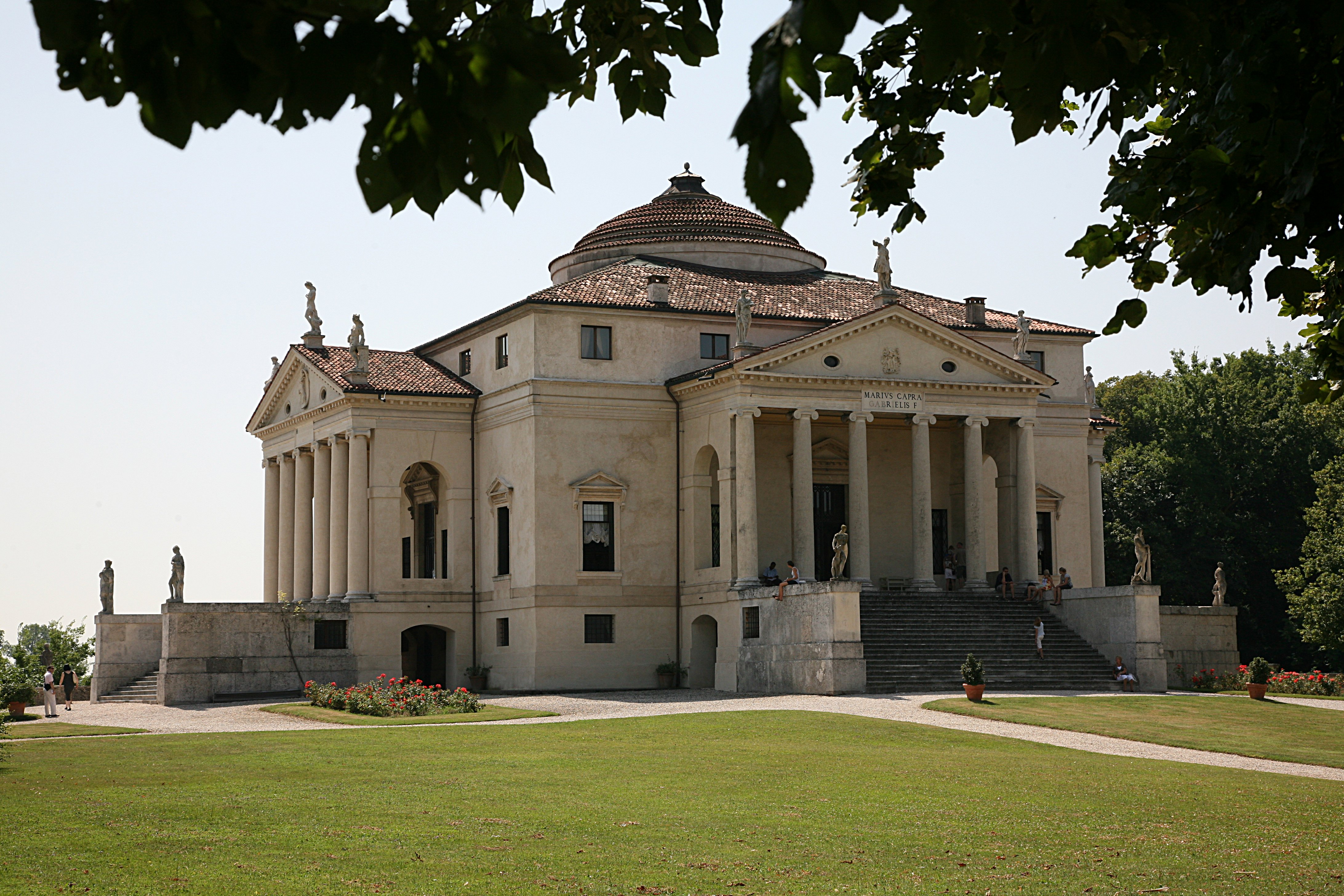
La Villa Capra "La Rotonda".

### Deporte
Los principales equipos de fútbol de la región son el Hellas Verona y el Chievo Verona, que se enfrentaron en la Serie B por primera vez en 1994 y en Serie A en 2001. Hellas Verona fue campeón en 1984/85. Otros equipos que han jugado en Serie A son Vicenza, Padova, Venezia y Treviso.
La ciudad de Treviso ha tenidos equipos profesionales en otros deportes, financiados por Benetton. Rugby Treviso fue campeón italiano de rugby 15 veces, tras lo cual se integró al Pro12 en 2010. También ha jugado la mayoría de las ediciones de la Copa Heineken, aunque sin avanzar de la fase de grupos.
Treviso Basket fue campeón italiano de baloncesto cinco veces. Sisley Volley Treviso ganó nueve veces el campeonato italiano de vóleibol y cuatro veces la Liga de Campeones de Europa entre 1987 y 2012. Benetton abandonó ambos equipos en 2012. El Reyer Venezia Mestre continúa representando a la región en la Serie A de baloncesto.
Los Juegos Olímpicos de Invierno de 1956 se celebraron en Cortina d'Ampezzo.

## Ciudades
- Venecia: Venecia y su laguna se enumeran como sitios del Patrimonio Mundial por la UNESCO.
- Padua: El Jardín Botánico de Padua está en la lista de sitios del Patrimonio Mundial de la UNESCO.
- Verona: La ciudad de los amantes de Shakespeare: Romeo y Julieta. Verona ha sido nombrada patrimonio de la humanidad por la UNESCO.
- Vicenza: está en la lista de sitios del patrimonio mundial, junto con un número de las Villas palladianas de la UNESCO.
- Belluno: la capital de los Dolomitas, el campanario fue diseñado por Filippo Juvarra.
- Montagnana: es un municipio de la provincia de Padua con murallas medievales perfectamente conservadas.
- Bassano del Grappa con su Ponte degli Alpini en el río Brenta, diseñado por Andrea Palladio en 1569.
- Marostica: El 'ajedrez' es el evento más importante de la ciudad, llevando a cabo el segundo fin de semana de septiembre.
- Asolo: es conocida como 'La perla de la provincia de Treviso'.
- Este: La casa de Este da lugar a la ciudad hasta 1240, cuando se mudaron su capital a Ferrara.
- Arquà Petrarca: este pueblo de las colinas Euganeas dispone de la tumba y la casa de Francesco Petrarca, uno de los más importantes poetas italianos del siglo XIV.